# 159. rezervní divize (Wehrmacht)
159. rezervní divize (německy 159. Reserve-Division) byla pěší divize německé armády (Wehrmacht) za druhé světové války.

## Historie
Divize byla založena 1. října 1942 a umístěna do města Bourg v okupované Francii. 8. ledna 1944 byla divize přeložena na jihofrancouzské atlantské pobřeží. Po vylodění Spojenců v jižní Francii divize ustoupila po těžkých ztrátách do města Belfort. 29. září 1944 byla 159. rezervní divize přeskupena a přejmenována na 159. pěší divizi.